# Honkasaaret (ö i Norra Savolax, Norra Savolax, lat 63,61, long 27,86)
Honkasaaret är en ö i Finland. Den ligger i sjön Luomanen och i kommunen Sonkajärvi i den ekonomiska regionen  Övre Savolax ekonomiska region  och landskapet Norra Savolax, i den centrala delen av landet, 400 km norr om huvudstaden Helsingfors. Öns area är 0,8 hektar och dess största längd är 190 meter i nord-sydlig riktning.  Notera att namnet antyder att det är fråga om flera öar.